# Plac Kolejarza
Plac Kolejarza, česky lze přeložit jako náměstí Železničáře, je náměstí a městský park u hlavního nádraží Zielona Góra ve městě Zelená Hora (Zielona Góra) v Lubušském vojvodství v západním Polsku. Nachází se také v Dolním Slezsku a mezoregionu Wał Zielonogórski.

## Historie a popis
Plac Kolejarza má historii silně spojenou s rozvojem železniční sítě v Zelené Hoře. První železniční trať byla do města přivedena v roce 1871, což bylo klíčovým momentem rozvoje města, které se tak stalo důležitým dopravním uzlem. Pro potřeby železniční dopravy bylo u nádraží zřízeno náměstí pro koňské povozy a později zde byla také zastávka pro koňské tramvaje. Toto náměstí bylo součástí dnešního náměstí Plac Kolejarza a přilehlých ulic u nádražní budovy. Je zde také vysazena zeleň v parkové úpravě s pomníky a sídlí zde lékařské ordinace, poradny a laboratoře MEDKOL.

### Památníky na náměstí
- Památník Matky sibiřanky – Památník z roku 2010, který připomíná utrpení, bezpráví deportovaných Poláků na Sibiř.
- Lokomotiva Ls60-067 – Technická památka a malá polská lokomotiva.[4]

## Další informace
Plac Kolejarza je celoročně volně přístupný a vedou přes něj také cyklistické a turistické trasy. 

## Galerie

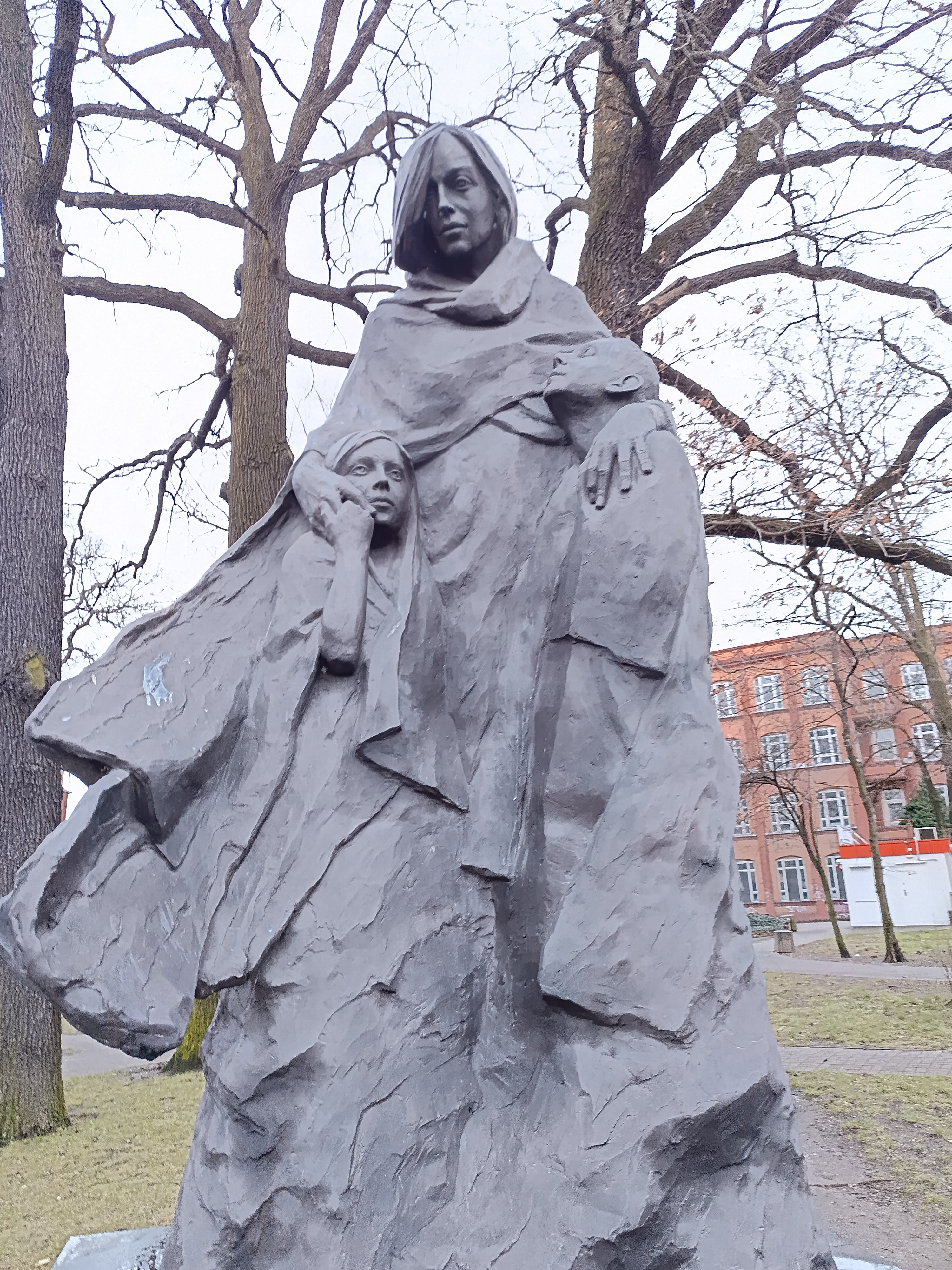
Památník Matky sibiřanky
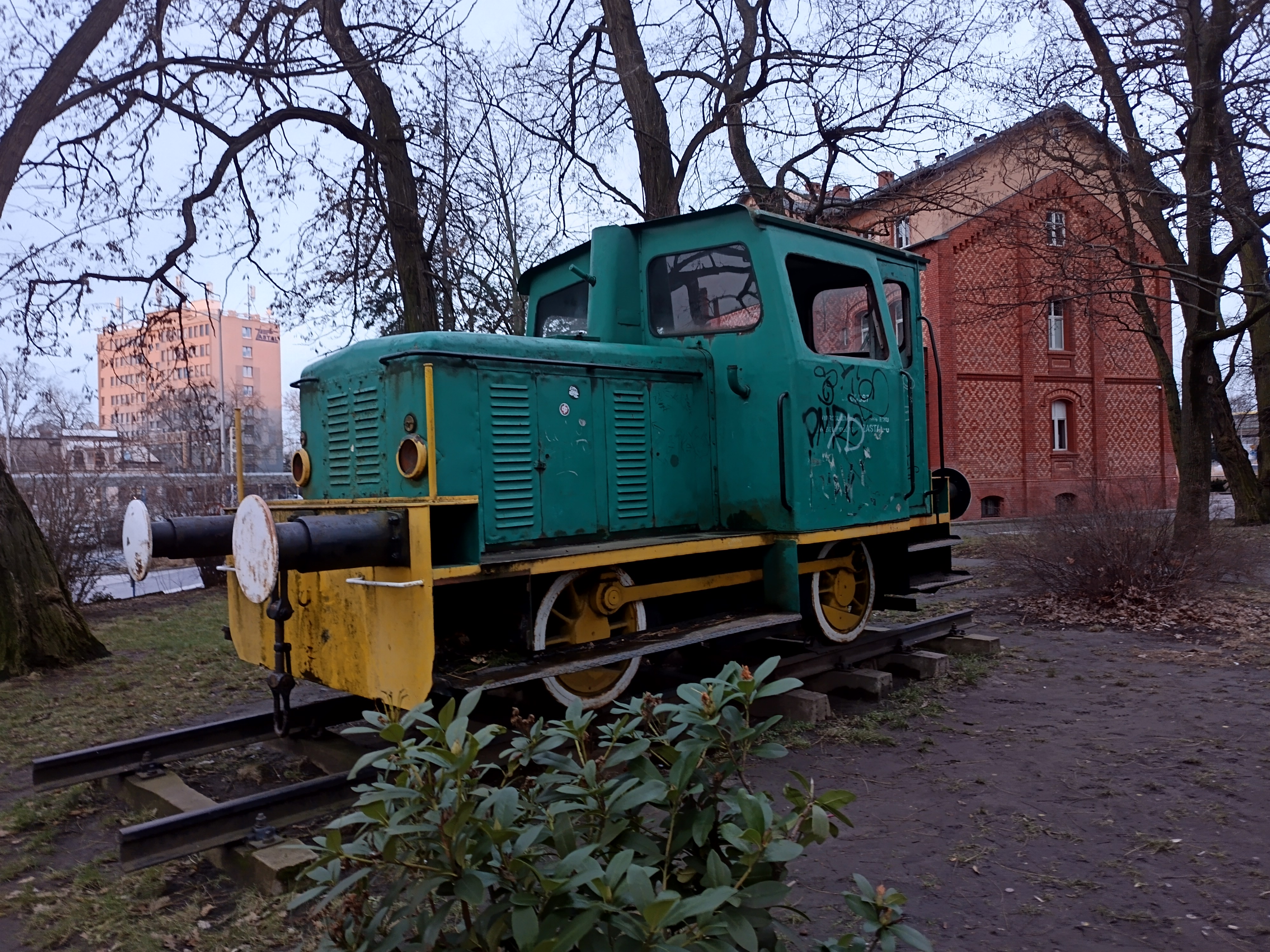
Lokomotiva Ls60-067